# Барон де Клиффорд
Барон де Клиффорд (англ. Baron de Clifford) — английский дворянский титул, существующий с 1299 года. Обладатель титула является пэром Англии. Титул может наследоваться как по мужской, так и по женской линии. Первоначально его носили представители дома Клиффордов, в настоящее время его носит представитель дома Расселов. Кроме того существовали титулы «барон Клиффорд» (создан в 1628 году, угас) и «барон Клиффорд из Чадли» (создан в 1672 году), также созданные для представителей дома Клиффордов.

## История
Титул изначально связан с англо-нормандским родом Клиффордов, известного со второй половины XI века. Не позднее 1138 года Уолтер I Фиц-Ричард получил замок Клиффорд, изменив свой патроним на «де Клиффорд», который и носили его потомки, хотя после смерти Уолтера III де Клиффорда, оставившего только дочь Маргарет, замок Клиффорд перешёл к другому роду.
Однако существовала другая ветвь рода, ведущая начало от Роджера I де Клиффорда из Тенбери (ум. 1230/1231), младшего сына Уолтера I де Клиффорда, унаследовавший ряд отцовских владений в Вустершире, Херефордшире и Беркшире. Его сын Роджер II де Клиффорд (ок. 1221 — до 3 апреля 1286) участвовал во Второй баронской войне. За верность королю он получил ряд владений мятежников, а также опеку над Изабеллой, одной из дочерей мятежного барона Роберта де Випонта, на которой он женил своего наследника, Роджера III де Клиффорда (ум. 2 ноября 1282). Этот брак принёс Клиффордам обширные земельные владения в Уэстморленде, включая замки Эпплби и Брогем, которые составили основу будущего могущества рода. Поскольку Роджер II пережил своего сына, то его наследником стал внук, Роберт де Клиффорд  (1 апреля 1274 — 24 июня 1314) — английский военачальник, который 29 декабря 1299 года был вызван в английский парламент как первый барон де Клиффорд. В 1307 года он был назначен лордом-маршалом Англии. Роберт погиб в 1314 году в битве при Бэннокберне.
Позже Клиффорды породнились с английскими королями. Джон, 7-й барон де Клиффорд, и его сын Томас, 8-й барон де Клиффорд, были сторонниками Ланкастеров и погибли во время войны Алой и Белой роз. Джон, сын 8-го барона, был вынужден 24 года укрываться в семье пастуха, за что получил прозвище «Лорд Пастухов». Он был восстановлен в правах только после воцарения короля Генриха VII. Его сын Генри Клиффорд, 11-й барон де Клиффорд, в 1525 году получил титул графа Камберленда. Внук 1-го графа, Джордж Клиффорд, 3-й граф Камберленд и 13-й барон Клиффорд умер в 1605 году. Титул графа Камберленда унаследовал его брат Фрэнсис Клиффорд, а на титул барона де Клиффорд предъявила права Анна Клиффорд, дочь Джорджа. Однако Палата лордов отложила рассмотрение вопроса. Только в 1678 году титул барона де Клиффорд было разрешено использовать Николасу Тефтону, 3-му графу Тенет, внуку Анны. Но после смерти в 1729 году его младшего брата Томаса Тефтона, 6-го графа Тенета и 18-го барона де Клиффорда титулы были разделены. Титул графа Тенета унаследовал его племянник, а на титул баронессы де Клиффорд претендовали 5 дочерей 6-го графа. Только в 1734 году спор был решён в пользу Маргарет Тефтон, 3-й дочери 6-го графа. Однако её единственный сын умер бездетным, поэтому после смерти Маргарет в 1775 году начался новый спор за наследование титула, в результате в 1776 году он был передан Эдварду Саутвеллу, внуку Кэтрин Тефтон, старшей сестры Маргарет. Однако после смерти в 1832 году его бездетного сына Эдварда Саутвелла, 21-го барона де Клиффорд начался новый спор за наследования между детьми его сестёр. В итоге в 1733 году титул получила София Коуссмейкер, дочь Кэтрин Саутвелл, старшей из сестёр 21-го барона. Её потомки, принявшие фамилию Саутвелл Рассел, носят титул и в настоящее время.
В настоящее время владельцем титула является Майлз Эдвард Саутвелл Рассел, 28-й барон де Клиффорд.

## Феодальные бароны Клиффорда
- ранее 1138—1190: Уолтер I Фиц-Ричард де Клиффорд (ум. 1190)
- 1190—1222: Уолтер II де Клиффорд (ум. 17 января 1221), верховный шериф Херефордшира в 1216, сын предыдущего
- 1222—1263: Уолтер III де Клиффорд (ок. 1180/1190 — декабрь 1263)

## Бароны Клиффорд
- 1299—1314: Роберт де Клиффорд (1 апреля 1274 — 24 июня 1314), 1-й барон де Клиффорд с 1299, лорд-маршал Англии с 1307, лорд-хранитель Шотландских марок с 1308[1]
- 1314—1322: Роджер де Клиффорд (21 января 1300 — ок. апреля 1322), 2-й барон де Клиффорд с 1314, сын предыдущего[2]
- 1322—1344: Роберт де Клиффорд (5 ноября 1305 — 20 мая 1344), 3-й барон де Клиффорд с 1322, брат предыдущего[3]
- 1344—1345: Роберт де Клиффорд (1328/1331 — 1345), 4-й барон де Клиффорд с 1344, сын предыдущего[4]
- 1345—1389: Роджер де Клиффорд (10 июля 1333 — 13 июля 1389), 5-й барон де Клиффорд с 1345, брат предыдущего[4]
- 1389—1391: Томас де Клиффорд (ок. 1363 — 18 августа 1391), 6-й барон де Клиффорд с 1389, брат предыдущего[5]
- 1391—1422: Джон де Клиффорд (ок. 1388 — 13 марта 1422), 7-й барон де Клиффорд с 1391, сын предыдущего[6]
- 1422—1455: Томас де Клиффорд (25 марта 1414 — 22 мая 1455), 8-й барон де Клиффорд с 1422, сын предыдущего[7]
- 1455—1461: Джон де Клиффорд (8 апреля 1435 — 28 марта 1461), 9-й барон де Клиффорд с 1455, сын предыдущего[8]
- 1485—1523: Генри Клиффорд (ок. 1454 — 23 апреля 1523), 10-й барон де Клиффорд с 1485, сын предыдущего[9]
- 1523—1542: Генри Клиффорд (1493 — 22 сентября 1542), 11-й барон де Клиффорд с 1523, 1-й граф Камберленд с 1525, сын предыдущего[10]
- 1542—1570: Генри Клиффорд (1517 — 2 января 1570), 2-й граф Камберленд и 12-й барон де Клиффорд с 1542, сын предыдущего[11]
- 1570—1605: Джордж Клиффорд (1517 — 29 октября 1605), 3-й граф Камберленд и 13-й барон де Клиффорд с 1570, сын предыдущего[12]
- 1605—1676: Анна Клиффорд (30 января 1590 — 22 марта 1676), де-юре 14-я баронесса Клиффорд с 1605, дочь предыдущего[13]
1-й муж: Ричард Сэквилл (28 марта 1589 — 28 марта 1624), 3-й граф Дорсет с 1609[14]
2-й муж: Филипп Герберт (16 октября 1584 — 23 января 1650), 4-й граф Пембрук с 1630[15]
- 1676—1679: Николас Тефтон (7 августа 1631 — 24 ноября 1679), 3-й граф Тенет с 1664, де-юре 15-й барон де Клиффорд в 1676—1678, 15-й барон де Клиффорд с 1678, внук предыдущей, сын леди Маргарет Сэквилл[16]
- 1679—1680: Джон Тефтон (7 августа 1638 — 27 апреля 1680), 4-й граф Тенет и 16-й барон де Клиффорд с 1679, брат предыдущего[17]
- 1680—1684: Ричард Тефтон (30 мая 1640 — 8 марта 1684), 5-й граф Тенет и 17-й барон де Клиффорд с 1679, брат предыдущего[18]
- 1684—1729: Томас Тефтон (30 августа 1644 — 30 июля 1729), 6-й граф Тенет и 18-й барон де Клиффорд с 1679, брат предыдущего[19]
- 1734—1775: Маргарет Тефтон (16 июня 1700 — 28 февраля 1775), 19-я баронесса де Клиффорд с 1734, дочь предыдущего[20]
муж: Томас Коук (17 июня 1697 — 20 апреля 1759), 1-й барон Луоуэл из Минстер Лоуэл с 1728, 1-й граф Лестер и 1-й виконт Коук из Холкхема с 1744
- 1776—1777: Эдвард Саутвелл (6 июня 1732 — 1 ноября 1777), 20-й барон де Клиффорд с 1776, внучатый племянник предыдущей[21]
- 1777—1832: Эдвард Саутвелл (20 июня 1767 — 30 сентября 1832), 21-й барон де Клиффорд с 1777, сын предыдущего[22]
- 1833—1874: София Коуссмейкер (4 ноября 1791 — 3 января 1874), 22-я баронесса де Клиффорд с 1833, племянница предыдущего[23]
муж: Джон Рассел (10 июля 1796 — 27 апреля 1835), коммандер Королевского военно-морского флота Великобритании[24]
- 1874—1877: Эдвард Саутвелл Рассел (30 апреля 1824 — 6 августа 1877), 23-й барон де Клиффорд с 1874, сын предыдущей[25]
- 1877—1894: Эдвард Саутвелл Рассел (5 апреля 1855 — 6 апреля 1894), 24-й барон де Клиффорд с 1877, сын предыдущего[26]
- 1894—1909: Джек Саутвелл Рассел (2 июля 1884 — 1 сентября 1909), 25-й барон де Клиффорд с 1894, сын предыдущего[27]
- 1909—1982: Эдвард Саутвелл Рассел (31 января 1907 — 3 января 1982), 26-й барон де Клиффорд с 1909, сын предыдущего[28]
- 1982—2018: Джон Эдвард Саутвелл Рассел (8 июня 1928 — 2 ноября 2018), 27-й барон де Клиффорд с 1982, сын предыдущего[29]
- с 2018: Майлз Эдвард Саутвелл Рассел (род. 7 августа 1966), 28-й барон де Клиффорд с 2018, племянник предыдущего[30]